# Kenczler Hugó
Kenczler Hugó (Nagymihály, 1884. november 27. – Kassa, 1922. november 28.) művészettörténész.

## Életútja
Dr. Kenczler József fia. A budapesti tudományegyetemen Pasteiner tanítványa volt, Berlinben Völfflint hallgatta. Egyetemi tanulmányainak végeztével a Magyar Nemzeti Múzeum régiségtárának, majd a Szépművészeti Múzeum tisztviselője volt. A Tanácsköztársaság alatt elnöke volt a Műkincseket Társadalmasító Bizottságnak, valamint a Múzeum átszervezésében is közreműködött. 1920-ban nem igazolták. Lakhelyét Kassára tette át, itt mint a városi múzeum tisztviselője működött. A régi magyar művészet emlékeit tanulmányozta, ezen és egyéb tárgykörbe tartozó értekezései az Archaeológiai Közleményekben jelentek meg.
Cikkeit publikálta az Athenaeum (1907–1908), az Archaeologiai Értesítő (1908–1913), Az Újság (1910), A Huszadik Század (1910), a Népművelő (1910) és a Budapesti Szemle (1911–1913) című lapokban. 
Sírja a Kassai zsidó temetőben található.

## Főbb művei
- Michelangelo scultore (Budapest, 1907)
- Kassai oltárszárnyak a kassai és bécsi múzeumban (Adalék a felsőmagyarországi festészet történetéhez a XV. században) (Budapest, 1913, németül Wien-Leipzig, 1915)